# 伊姆克·德·佩特
伊姆克·德·佩特（Imke de Pater）是一名在加利福尼亞大學柏克萊分校工作的荷蘭天文學家。她以對大行星的研究而知名，並領導團隊使用凱克望遠鏡對1994年舒梅克－李維九號彗星與木星的撞擊進行成像。

## 教育和職業生涯
德·佩特在高中時開始接觸天文學，當時一位家庭朋友給她一本天文學教科書，並把她介紹給烏特勒支的某人，以便她能了解這個領域。她在1980年獲得萊頓大學博士學位，同時從事木星的無線電發射研究。德·佩特是加利福尼亞大學柏克萊分校的天文學、地球和行星科學教授，曾擔任天文學系主任。

2015年，德·佩特被任命為美國地球物理聯盟會士，該聯盟將她評為：
從地球上以幾乎所有的光波對動態的外太陽系進行的遠見卓識的發現與最前沿的設想。

## 研究工作
德·佩特的研究中心是利用自適應光學和無線電觀測對大行星及其環和衛星（木星、海王星、土衛六和天王星）進行觀測。1994年舒梅克－李維九號彗星與木星相撞時，她領導利用凱克望遠鏡觀測撞擊的活動，彗星撞擊的動畫也可隨時向公眾提供。她對天王星環的重新排列的研究表明，它們是這個星球的動態特徵，並揭示天王星周圍新的塵埃帶的存在。

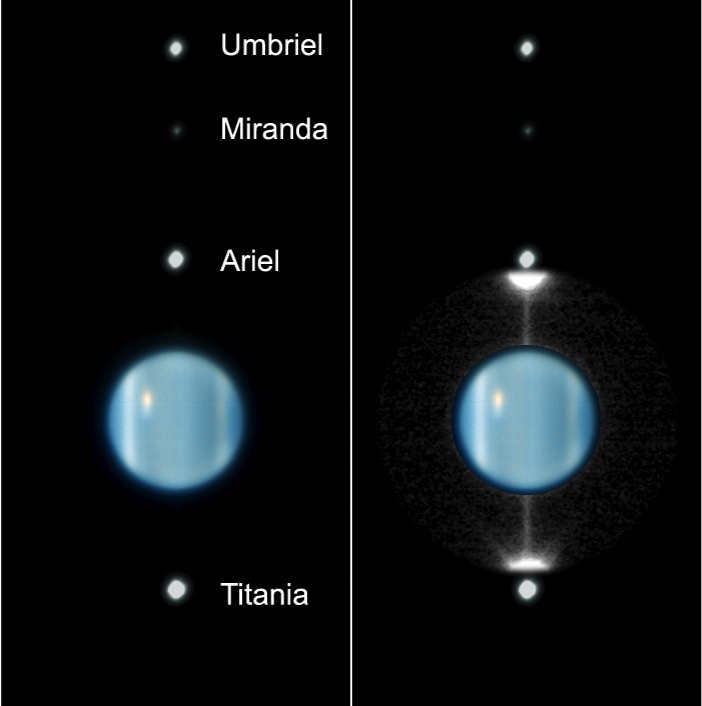
天王星的星環，幾乎完全是以地球為中心所拍攝。這些觀測是由Daphne Stam（台夫特理工大學）和Markus Hartung（智利歐洲太空總署）完成的，並與Mark Showalter（SETI）和伊姆克·德·佩特密切合作。

### 代表作品
- de Pater, Imke; Lissauer, Jack J. . Cambridge University Press. 2015. ISBN 9781316195697.
- de Pater, Imke; Lissauer, Jack J. . Cambridge University Press. 16 September 2013. ISBN 978-0521853309.
- de Pater, I.; Hammel, H. B.; Showalter, M. R.; van Dam, M. A. . Science. 28 September 2007, 317 (5846): 1888–1890. PMID 17717152. S2CID 23875293. doi:10.1126/science.1148103.
- de Pater, Imke; Massie, Steven T. . Icarus. 1 April 1985, 62 (1): 143–171. ISSN 0019-1035. doi:10.1016/0019-1035(85)90177-0 （英语）.
- Mitchell, David L.; de Pater, Imke. . Icarus. 1 July 1994, 110 (1): 2–32. ISSN 0019-1035. doi:10.1006/icar.1994.1105 （英语）.
- de Pater, I; Heiles, C; Wong, M; Maddalena, R.; Bird, M.; Funke, O; Neidhoefer, J; Price, R.; Kesteven, M; Calabretta, M; Klein, M.; Gulkis, S; Bolton, S.; Foster, R.; Sukumar, S; Strom, R.; LePoole, R.; Spoelstra, T; Robison, M; Hunstead, R.; Campbell-Wilson, D; Ye, T; Dulk, G; Leblanc, Y; Lecacheux, A; et, A. . Science. 30 June 1995, 268 (5219): 1879–1883. PMID 11536723. doi:10.1126/science.11536723.
- de Pater, Imke; Romani, Paul N.; Atreya, Sushil K. . Icarus. 1 June 1991, 91 (2): 220–233. ISSN 0019-1035. doi:10.1016/0019-1035(91)90020-T. hdl:2027.42/29299  （英语）.
- de Pater, Imke; Kurth, William S. .  2nd. 1 January 2007: 695–718. doi:10.1016/B978-012088589-3/50042-6 （英语）.

## 獲獎和榮譽
- 萊頓大學C.J. Kok評委獎（1980年）[19]
- 國際無線電科學聯盟約翰·霍華德·德林傑金獎（1984年）[20]
- 斯隆研究基金（1985年）[21]
- 美國天文學會錢伯斯《行星天體物理學》寫作獎（2007年）[22][23]
- 揚-亨德里克·歐特基金會與萊頓天文台奧爾特獎座（2007年）[24]
- 美國地球物理聯盟會士（2015年）[4]